# Kon Live Distribution
A Kon Live Distribution egy amerikai lemezkiadó melyet az R&B énekes Akon alapított.
A kiadó olyan előadókkal dolgozik együtt, mint Ray Lavender, Saschali, Rock City (Timothy és Theron Thomas), Brick & Lace, Lady Gaga, Kardinal Offishall, Sway DaSafo és Colby O’Donis. Akon állításaival ellentétben Chilli nem írt alá szerződést a Kon Live-al. A közelmúltban, a west coast-i rapper Ya Boy kötött szerződést a kiadóval.

## Diszkográfia

### Stúdióalbumok
- Kardinal Offishall – Not 4 Sale (2008)
  - Kislemezek: Dangerous, Set It Off, Burnt, Numba 1 (Tide Is High)
- Colby O’Donis – Colby O (2008)
  - Kislemezek: What You Got, Don't Turn Back
- Lady Gaga – The Fame (2008)
  - Kislemezek: Just Dance, Beautiful, Dirty, Rich (promo), Poker Face, Eh, Eh (Nothing Else I Can Say), LoveGame, Paparazzi
- Lady Gaga – The Fame Monster (2009)
  - Kislemezek: Bad Romance, Telephone, Alejandro

### Válogatások
- Lady Gaga – The Remix (2010)

## Fordítás
- Ez a szócikk részben vagy egészben  a   Kon Live Distribution című angol Wikipédia-szócikk ezen változatának fordításán alapul.  Az eredeti cikk szerkesztőit annak laptörténete sorolja fel. Ez a jelzés csupán a megfogalmazás eredetét és a szerzői jogokat jelzi, nem szolgál a cikkben szereplő információk forrásmegjelöléseként.